# Jack Paar

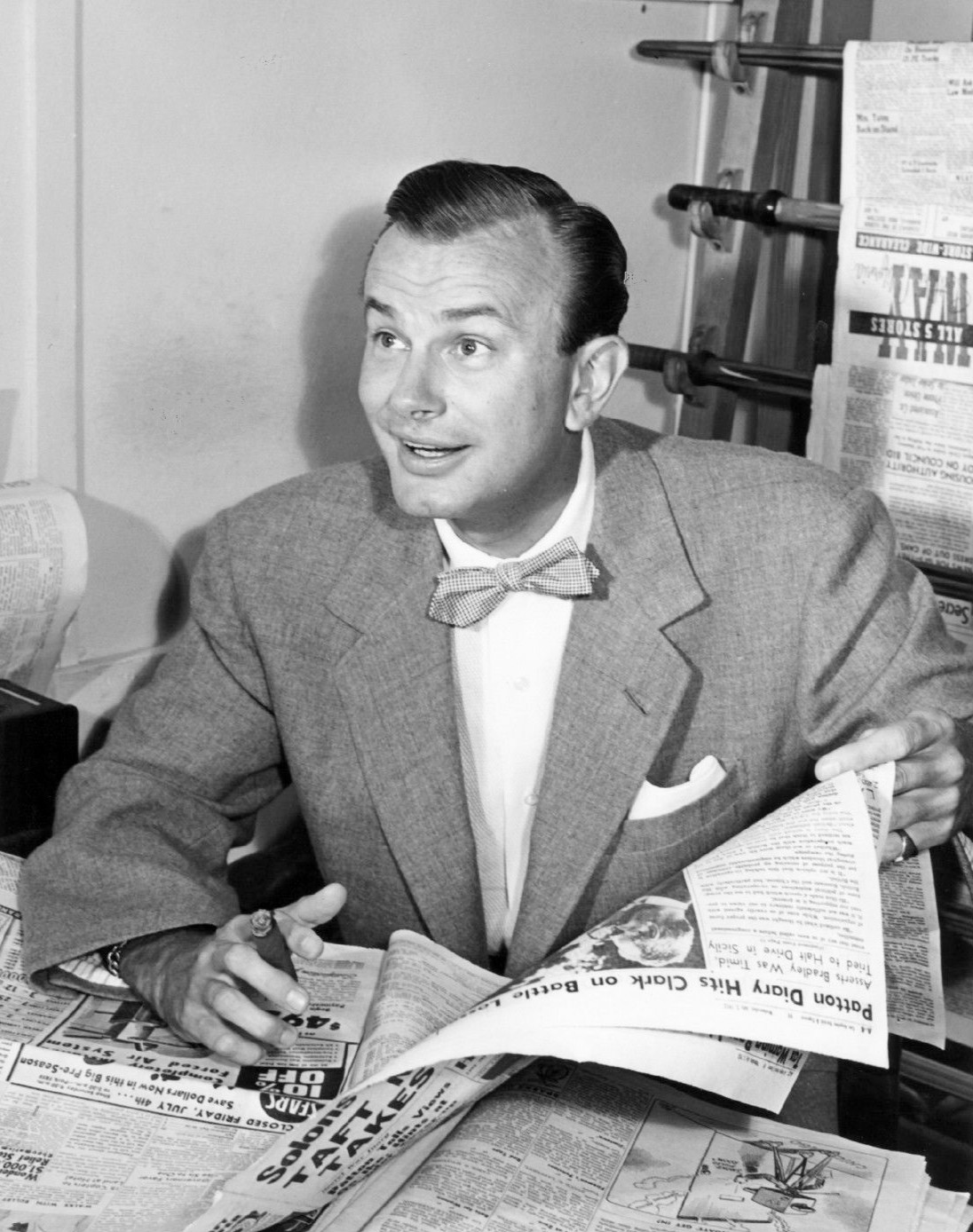
Jack Paar, frühe 1950er Jahre

Jack Paar (* 1. Mai 1918 in Canton, Ohio; † 27. Januar 2004 in Greenwich, Connecticut) war ein US-amerikanischer Moderator. Er gilt als Pionier der Talkshow im amerikanischen Fernsehen.

## Leben
Geboren in Canton, Ohio zog Jack Paar kurze Zeit später mit seinen Eltern Howard und Lillian M. Paar nach Jackson.
Er begann seine Karriere als Radiomoderator in Cleveland. Später arbeitete er auch beim Fernsehen. Paar fungierte unter anderem als Moderator bei der CBS Morning Show.
1957 folgte er Steve Allen als Gastgeber der Tonight Show. Unter Paars Leitung wurde die Talkshow eine der erfolgreichsten im späten Abendprogramm von NBC. In der Sendung wurden bekannte Gesichter aus Film, Fernsehen, Theater sowie Politik und Wirtschaft interviewt. Daneben lockerte man das Programm mit verschiedenen Gesangs- und Sketcheinlagen auf. Dies stellte für viele junge Komiker, wie zum Beispiel Dody Goodman, Buddy Hackett, Jonathan Winters oder Bill Cosby, ein Sprungbrett für eine nationale oder auch internationale Karriere dar. Auch die junge Barbra Streisand hatte in der Sendung 1961 ihren ersten Fernsehauftritt.
Aufgrund des großen Erfolgs benannte man die Talkshow 1959 in The Jack Paar Show um.
1962 gab er die Moderation an seinen Kollegen Johnny Carson ab und der Name der Sendung wurde in The Tonight Show geändert.
Anschließend stand er für die NBC bis 1965 in einer Talkshow The Jack Paar Programm vor der Kamera. Die Sendung lief bis 1965 jeden Freitagabend im Fernsehen. Danach zog sich Jack Paar aus dem Showgeschäft zurück und trat nur noch selten in der Öffentlichkeit in Erscheinung.
1986 war er noch einmal in der Sondersendung Paar Comes Home als Moderator zu sehen.

## Nachwirkung
Jack Paar gilt als Pionier der Fernsehindustrie. Er soll erstmals die Worte talk show für die Bezeichnung seiner Fernsehsendung verwendet haben, was sich anschließend im Sprachgebrauch durchsetzte.
Paar hat auch das Sendeformat an sich revolutioniert und Standards eingeführt, die noch heute aktuell sind. Seine zwanglose Art und der oftmals provokante Interviewstil setzten Maßstäbe. Er sprach mit seinen Gästen auf einer Couch, was bei ihnen und auch beim Publikum für eine fast familiäre Stimmung sorgte.